# 캘리포니아캥거루쥐
캘리포니아캥거루쥐(Dipodomys californicus)는 주머니생쥐과에 속하는 설치류의 일종이다. 그러나 캘리포니아의 가뭄으로 서식지(초원)가 파괴되고, 사막으로 변하여 개체수가 감소하고 있다.

## 분포
캘리포니아캥거루쥐는 미국 서부의 토착종으로 북부 캘리포니아와 오리건주 남부에서 발견된다. 서식지는 미국이다. 분포 지역은 시에라네바다산맥 구릉 지대부터 수위선 만까지, 캘리포니아 해안 산맥 북쪽으로 캐스케이드산맥 구릉 지대이다. 캘리포니아의 캥거루 산은 캘리포니아캥거루쥐의 이름에서 유래한 것으로 추정된다. 분포 지역 크기 때문에 국제 자연 보전 연맹(IUCN)이 캘리포니아캥거루쥐를 "관심대상종"으로 지정하고 있다.

## 분류학
캘리포니아캥거루쥐는 이전에 히어만캥거루쥐(Dipodomys heermanni)의 아종으로 간주했지만, 염색체와 생화학적 특징이 충분히 다르며 별도의 종으로 인식되는 근거가 된다.